# Roussoellaceae
Roussoellaceae is een familie van schimmels in de orde Pleosporales. Het typegeslacht is Roussoella.

## Soorten
- Elongatopedicellata
- Neoroussoella
- Pseudoroussoella
- Roussoëlla
- Roussoellopsis
- Setoarthopyrenia
- Xenoroussoella